# 26 décembre en sport
26 novembre 26 janvier
Chronologies thématiques
- Croisades
- Ferroviaires
- Disney

Le 26 décembre (360e jour de l'année ou 361e en cas d'année bissextile) en sport.

## Événements

### XXesièclede1901à1950
- 1945 : 
  - (Nautisme) : création de la course à la voile Sydney-Hobart.

### XXesièclede1951à2000
- 1979 :
  - (Compétition automobile et motocycliste /Rallye-raid) : première édition du rallye-raid Paris-Dakar avec 170 participants, dix mille kilomètres (auto ou moto) qui se déroule sur 16 étapes. Le départ est donné de Paris, place du Trocadéro et l'arrivée à Dakar au Sénégal le 14 janvier 1979.

## Naissances

### XVIIIesiècle
- 1800 :
  - Jem Ward, boxeur anglais. († 3 avril 1884).

### XIXesiècle
- 1869 : 
  - Mathieu Cordang, cycliste sur piste et sur route néerlandais. Champion du monde de cyclisme sur piste du demi-fond amateur 1895. († 24 mars 1942).
- 1878 : 
  - Alex Raisbeck, footballeur puis entraîneur écossais. (8 sélections en équipe nationale). († 12 mars 1949).
- 1882 : 
  - Louis Heusghem, cycliste sur route belge. Vainqueur de Paris-Tours 1912. († 26 août 1939).
- 1883 : 
  - Alec McNair, footballeur écossais. (15 sélections en équipe nationale). († 18 novembre 1951).
- 1889 : 
  - Julien Verbrugghe, footballeur français. (4 sélections en équipe de France). († 21 août 1916).
- 1898 : 
  - Samuel Jennings, footballeur et entraîneur anglais. († 26 août 1944).
  - Hector Martin, cycliste sur route belge. Vainqueur de Paris-Tours 1912. († 9 août 1972).

### XXesièclede1901à1950
- 1905 : 
  - Anfilogino Guarisi, footballeur brésilien puis italien. Champion du monde de football 1934.  (4 sélections avec l'équipe du Brésil puis 6 avec l'équipe d'Italie. († 8 juin 1974).
  - Mario Varglien, footballeur puis entraîneur italien. Champion du monde de football 1934. (1 sélection en équipe nationale). († 11 août 1978).
- 1913 : 
  - Frank Swift, footballeur anglais. (19 sélections en équipe nationale). († 6 février 1958).
- 1925 : 
  - Georg Buschner, footballeur et entraîneur est-allemand. (6 sélections en équipe nationale). Sélectionneur de l'Équipe d'Allemagne de l'Est de 1970 à 1981. Champion olympique aux Jeux de Montréal 1976 et médaillé de bronze aux Jeux de Munich 1972. († 12 février 2007).
- 1931 : 
  - Roger Piantoni, footballeur français (37 sélections en équipe de France, † 26 mai 2018).
- 1932 :
  - Claude Dubois, pilote de courses automobile d'endurance belge. († 7 février 2022).
- 1933 : 
  - Olavi Salsola, athlète de demi-fond finlandais. Détenteur du record du monde du 1 500 mètres du 11 juillet 1957 au 12 juillet 1957. († 8 octobre 1995).
- 1934 : 
  - Martín Pando, footballeur argentin. (12 sélections en équipe nationale). († 7 mai 2021).
- 1935 : 
  - Norm Ullman, hockeyeur sur glace canadien.
- 1936 : 
  - Trevor Taylor, pilote de F1 britannique. († 27 septembre 2010).
- 1942 :  
  - Alain Plantefol, joueur de rugby à XV français. Vainqueur du Grand Chelem 1968. (11 sélections en équipe de France). († 23 juin 2022)
- 1947 :  
  - Dominique Baratelli, footballeur français. (21 sélections en équipe de France).
  - Carlton Fisk, joueur de baseball américain.
  - Dick Roth, nageur américain. Champion olympique du 400m 4 nages aux Jeux de Tokyo 1964.
- 1948 : 
  - Chris Chambliss, joueur de baseball puis entraîneur américain.
- 1949 : 
  - Keiji Matsumoto, pilote de courses automobile d'endurance japonais. († 17 mai 2015).

### XXesièclede1951à2000
- 1954 :
  - Ullrich Dießner, rameur d'aviron est-allemand puis allemand. Médaillé d'argent du quatre avec barreur aux Jeux de Montréal 1976 puis champion olympique aux Jeux de Moscou 1980. Champion du monde d'aviron du quatre avec barreur 1974, 1977, 1978 et 1979 puis du deux de pointe avec barreur 1983.
  - Walter Dießner, rameur d'aviron est-allemand puis allemand. Médaillé d'argent du quatre avec barreur aux Jeux de Montréal 1976 puis champion olympique aux Jeux de Moscou 1980. Champion du monde d'aviron du quatre avec barreur 1974, 1977, 1978 et 1979.
  - Ozzie Smith, joueur de baseball américain.
- 1960 :
  - Aziz Bouderbala, footballeur puis dirigeant sportif marocain. (101 sélections en équipe nationale).
- 1962 :
  - Jean-Marc Ferreri, footballeur puis consultant TV français. Champion d'Europe de football 1984. Vainqueur de la Ligue des champions 1993. (37 sélections en équipe de France).
- 1963 :
  - Joan Plaza, entraîneur de basket-ball espagnol.
  - Bill Wennington, basketteur canadien.
- 1969 :
  - Isaac Viciosa, athlète de demi-fond et de fond espagnol. Champion d'Europe d'athlétisme du 5 000m 1998.
- 1972 :
  - Jérôme Le Banner, kick boxeur français.
  - Ben Davis, basketteur américain.
- '1973 :
  - Dominique Sam Abouo, footballeur ivoirien.
- 1974 :
  - Lucas Cruz, copilote de rallye-raid espagnol. Vainqueur du Rallye Dakar 2010.
  - Jérôme Daret, joueur de rugby à XV puis entraîneur français.
- 1975 :
  - Nilson Corrêa Júnior, footballeur brésilien.
  - Giancarlo Pedote, navigateur et skipper italien.
  - Marcelo Ríos, joueur de tennis chilien.
- 1981 :
  - Fabrice Estebanez, joueur de rugby à III puis à XV français. Vainqueur du Grand Chelem 2010. (25 sélections avec l'équipe de France de rugby à XIII puis 8 avec celle de rugby à XV).
  - Armelle Faesch, volleyeuse française. Victorieuse de la Ligue des champions 2002. (103 sélections en équipe de France).
  - Yann Genty, handballeur français. (3 sélections en équipe de France).
- 1982 :
  - Aksel Lund Svindal, skieur alpin norvégien. Champion olympique du super-G, médaillé d'argent de la descente et médaillé de bronze du slalom géant aux Jeux de Vancouver 2010 puis champion olympique de la descente aux Jeux de Pyeongchang. Champion du monde de ski alpin de la descente et du géant 2007, champion du monde de ski alpin du combiné 2009 et 2011 puis Champion du monde de ski alpin de la descente 2013.
  - Bas Sibum, footballeur néerlandais.
- 1983 :
  - John Sutton, footballeur anglais.
- 1984 :
  - Leonardo Ghiraldini, joueur de rugby à XV italien. (107 sélections en équipe nationale).
- 1985 :
  - Gediminas Bagdonas, cycliste sur route lituanien.
  - Tom Leezer, cycliste sur route néerlandais.
- 1986 :
  - Manu Leiataua, joueur de rugby à XV samoan. (20 sélections en équipe nationale).
  - Hugo Lloris, footballeur français. Champion du monde football 2018. Vainqueur de la Ligue des nations 2021. (145 sélections en équipe de France).
- 1987 :
  - Amine Chermiti, footballeur tunisien. (39 sélections en équipe nationale).
  - Mikhail Kukushkin, joueur de tennis kazakh.
  - Emmanuel Sarki, footballeur nigérian puis haïtien. (4 sélections avec l'équipe d'Haïti).
- 1988 :
  - Lucas Deaux, footballeur français.
  - Guy Edi, basketteur franco-ivoirien. (19 sélections avec l'équipe de Côte d'Ivoire).
- 1989 :
  - Yohan Blake, athlète de sprint jamaïcain. Champion olympique du relais 4 × 100 m, médaillé d'argent des 100 m et 200 m aux Jeux de Londres 2012 puis champion olympique du relais 4 × 100 m aux Jeux de Rio 2016. Champion du monde du 100 m et du relais 4 × 100 m 2011.
  - Sofiane Feghouli, footballeur franco-algérien. Vainqueur de la Coupe d'Afrique des nations 2019. (80 sélections avec l'équipe d'Algérie).
  - Pa Modou Jagne, footballeur gambien. (43 sélections en équipe nationale).
  - Tomáš Kundrátek, hockeyeur sur glace tchèque.
  - Diego Simonet, handballeur argentin. Vainqueur de la Ligue des champions masculine 2018. (112 sélections en équipe nationale).
- 1990 :
  - Cory Jefferson, basketteur américain.
  - Aaron Ramsey, footballeur gallois. (84 sélections en équipe nationale).
  - Denis Tcherychev, footballeur russe. (32 sélections en équipe nationale).
- 1991 :
  - Mitchell Mann, joueur de snooker anglais.
- 1993 :
  - Rénelle Lamote, athlète de demi-fond française. Médaillée d'argent du 800 m aux CE d'athlétisme 2016, 2018 et 2022.
- 1997 :
  - Lucas Hergott, basketteur français.
- 2000 :
  - Julen Agirrezabala, footballeur espagnol.
  - Theo Dan, joueur de rugby à XV anglais. (7 sélections en équipe nationale).
  - Charlotte Escudero, joueuse de rugby à XV française. (15 sélections en équipe de France).

### XXIesiècle
- 2001 :
  - Musa Juwara, footballeur gambien.(4 sélections en équipe nationale).
- 2002 :
  - Stipe Biuk, footballeur croate.
- 2003 :
  - Lucas Sanabria, footballeur uruguayen.
- 2004 :
  - Marius Broholm, footballeur norvégien.
- 2005 :
  - Elyaz Zidane, footballeur franco-espagnol. Champion d'Europe des moins de 17 ans 2022.
- 2006 :
  - Maeline Mendy, footballeuse française.

## Décès

### XIXesiècle
- 1900 : 
  - William George Beers, 57 ans, joueur de crosse canadien. Codificateur des règles de la Crosse. (° 5 mai 1943).

### XXesièclede1901à1950
- 1917 :
  - Gaston Alibert, 39 ans, épéiste français. Champion olympique de l'épée individuel et par équipes aux Jeux de Londres 1908. (° 22 février 1878).
- 1923 :
  - Lucien Hautvast, 58 ans, cycliste sur route et pilote automobile devenu homme d'affaires belge. (° 8 décembre 1865).
- 1944 :
  - Alexandre Villaplane, 39 ans, footballeur français. (25 sélections en équipe de France). (° 12 septembre 1905).

### XXesièclede1951à2000
- 1955 : 
  - Eberhardt Illmer, 67 ans, footballeur allemand. (1 sélection en équipe nationale). (° 30 janvier 1888).
- 1959 : 
  - Jack Tresadern, 69 ans, footballeur puis directeur sportif anglais. (2 sélections en équipe nationale). (° 26 septembre 1890).
- 1970 : 
  - Lillian Board, 22 ans, athlète de sprint et de demi-fond britannique. Médaillée d'argent du 400 m aux Jeux de Mexico 1968. Championne d'Europe d'athlétisme du 800 m et du relais 4 × 400 m 1969. (° 13 décembre 1948).
- 1983 : 
  - Roger Normand, 71 ans, athlète de demi-fond français. Médaillé de bronze du 1 500m aux CE d'athlétisme 1934. (° 9 février 1912).
- 1987 : 
  - Neil Colville, 73 ans, hockeyeur sur glace puis entraîneur canadien. (° 4 août 1914).
- 1989 : 
  - Doug Harvey,  65 ans, hockeyeur sur glace canadien. (° 19 décembre 1924).
- 1999 : 
  - Jean-Claude Daunat, 54 ans, cycliste sur route français. (° 14 septembre 1945).

### XXIesiècle
- 2004 :
  - Johnny Catherine, 35 ans, boxeur français. (° ? 1969).
  - Reggie White, 43 ans, joueur de foot U.S. américain. (° 19 décembre 1961).
- 2005 :
  - Frank Schrauwen, 57 ans, footballeur belge. (° 4 juillet 1948).
- 2006 :
  - Ivar Formo, 55 ans, fondeur norvégien. Médaillé d'argent du relais 4 × 10 km et de bronze du 15 km classique aux Jeux de Sapporo 1972 puis champion olympique du 50 km classique et médaillé d'argent du relais 4 × 10 km aux Jeux d'Innsbruck 1976. (° 24 juin 1951).
- 2008 :
  - Victor Van Offenwert, 78 ans, footballeur belge. (° 5 janvier 1930).
- 2017 :
  - Johnny Bower, 93 ans, hockeyeur sur glace canadien. (° 8 novembre 1924).